# Flusso incomprimibile
Un problema fluidodinamico viene detto di flusso incomprimibile, o spesso in letteratura tecnica flusso incompressibile, quando le variazioni di densità del fluido non hanno effetti apprezzabili sulla soluzione (e quindi la densità può essere considerata con buona approssimazione costante).
Ciò avviene, ad esempio nei moti in aria a bassa velocità, all'incirca fino a velocità pari a circa 0,3 Mach. Inoltre, quasi tutti i problemi in cui vengono studiati dei liquidi vengono considerati di flusso incomprimibile. Da un punto di vista matematico un flusso si dice incomprimibile quando la divergenza del vettore velocità è nulla. In forma più compatta si scrive come  {\displaystyle {\vec {\nabla }}\cdot {\vec {V}}=0}
In tale caso, partendo da un campo di temperatura omogeneo nello spazio, è possibile utilizzare una forma semplificata delle equazioni di Navier-Stokes, chiamate Equazioni di Navier-Stokes Incomprimibili, in cui non compare la terza equazione per l'evoluzione del campo della temperatura (o dell'energia).